# Provincia di Alborz
La provincia di Alborz (in persiano استان البرز) è una delle trentuno province (ostān) dell'Iran. Il capoluogo è la città di Karaj.
È diventata provincia il 23 giugno del 2010 staccandosi con i suoi shahrestān dalla parte nord-ovest della provincia di Teheran di cui faceva parte.
Prende il suo nome dalla catena montuosa dei monti Elburz (o Alborz).

## Geografia antropica

### Suddivisioni amministrative
La regione è suddivisa in 5 shahrestān:
- Shahrestān di Eshtehard
- Shahrestān di Karaj
- Shahrestān di Nazarabad
- Shahrestān di Savojbolagh
- Shahrestān di Taleqan